# 近藤真彦THE BEST
『近藤真彦THE BEST』（こんどうまさひこザ・ベスト）は、近藤真彦の2枚目のベスト・アルバム。1987年6月4日に発売。発売元はCBS・ソニー。

## 概要
近藤のデビュー曲「スニーカーぶる～す」から「愚か者」迄、全22枚のシングルを発売順に収録した、初の2枚組のベスト・アルバム。

## 収録曲

### DISC.1
1. スニーカーぶる〜す
2. ヨコハマ・チーク
3. ブルージーンズメモリー
4. ギンギラギンにさりげなく
5. 情熱☆熱風☽せれなーで
6. ふられてBANZAI
7. ハイティーン・ブギ
8. ホレたぜ!乾杯
9. ミッドナイト・ステーション
10. 真夏の一秒
11. ためいきロ・カ・ビ・リー

### DISC.2
1. ロイヤル・ストレート・フラッシュ
2. 一番野郎
3. ケジメなさい
4. 永遠に秘密さ
5. ヨイショッ!
6. 夢絆
7. 大将
8. 純情物語
9. 青春
10. Baby Rose
11. 愚か者